# Tatarbunary
Tatarbunary (ukrainsk: Татарбуна́ри, ukrainsk udtale: [tɐtɐrbʊˈnɑrɪ]; rumænsk: Tatarbunar; tyrkisk: Tatarpınarı}) er en by i Bilhorod-Dnistrovskyj rajon, Odessa oblast (provinsen) i det sydvestlige Ukraine. Den er administrativt centrum i Tatarbunary kommune, og ligger nord for Donaudeltaet, i Budjak-området, ca. 100 km sydvest for oblastens centrum, Odessa, tæt på Sasyk Lagoon. Byen har 10.933 (2021) indbyggere.
Ordet "Tatarbunary" betyder "tatariske brønde" på sydslaviske sprog, hvor "bunar" er lånt fra det tyrkiske "pınar", "brønd". Navnet Tatarbunar er nævnt af Dimitrie Cantemir i sit værk Descriptio Moldaviae|Descriptio Moldaviae (1714-1716).

## Galleri
- Tatarbunary kulturpalads
- Indsovelseskirken
- Den hellige treenighedskirke
- Monument for Tatarbunary oprøret (en) i 1924